# Duff House

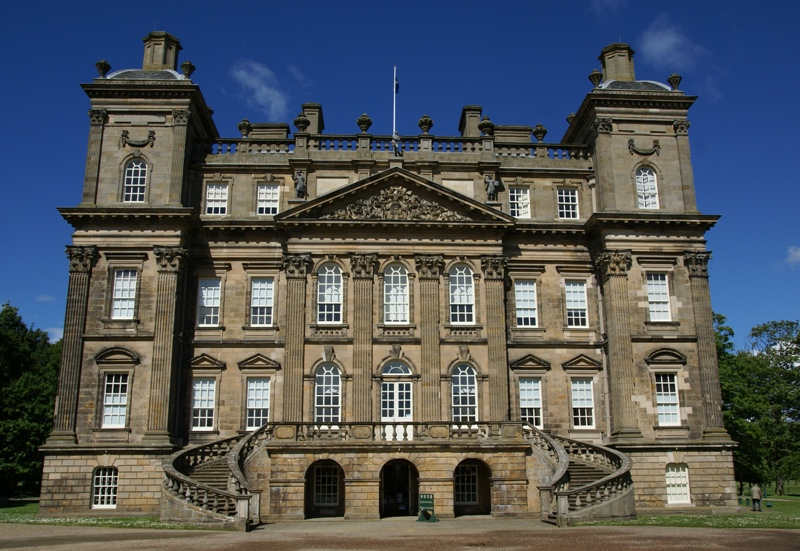
Duff House

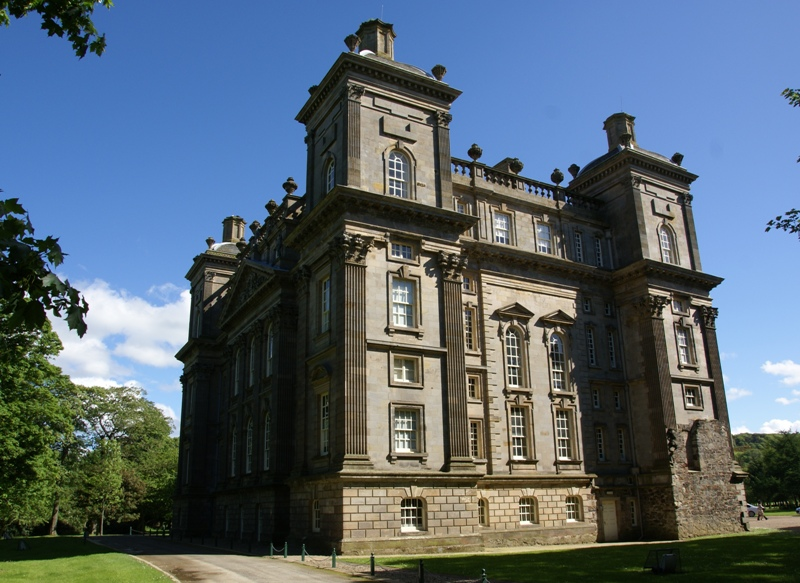
Duff House gezien vanuit het noordwesten

Duff House is een achttiende-eeuws georgiaans landhuis, gelegen ten zuiden van Banff, in de Schotse regio Aberdeenshire. Sinds het einde van de 20e eeuw wordt Duff House gebruikt door de National Galleries of Scotland.

## Geschiedenis
Duff House werd gebouwd tussen 1735 en 1741 door en naar een ontwerp van William Adam in opdracht van William Duff van Braco, die later graaf van Fife werd. In 1741 werd de bouw stilgelegd door een twist tussen Adam en Duff over de kosten van de bouw. De rechtbank stelde Adam in het gelijk. Twee vleugels werden nooit gerealiseerd.
Wegens financiële problemen gaven de hertog en hertogin van Fife Duff House in 1906 aan de steden Banff en Macduff. Duff House werd eerst ingericht als hotel, maar was in 1913 reeds gewijzigd in een sanatorium. Tussen 1923 en 1928 werd Duff House wederom als hotel gebruikt. Aan het begin van de Tweede Wereldoorlog werd Duff House in gebruik genomen als krijgsgevangenenkamp. Het huis werd tijdens een bombardement getroffen, waarbij een deel van het huis beschadigd werd. Later werden Noorse en Poolse troepen gelegerd in Duff House. Vanaf 1952 werd Duff House beetje bij beetje hersteld.
Sinds de jaren tachtig van de 20e eeuw wordt Duff House gebruikt om kunst van de National Galleries of Scotland ten toon te stellen.

## Bouw
Duff House heeft een rechthoekige plattegrond met op elke hoek een ronde toren. De voorzijde, de zuidelijke zijde, is voorzien van pilasters van de Korinthische orde en van een fronton. Ook de achterzijde, de noordelijke zijde, is versierd. Het timpaan is aan deze zijde onder meer voorzien van de familiewapens van Lord Braco en zijn vrouw.

## Kunstwerken
In Duff House zijn vele kunstwerken (permanent) tentoongesteld, waaronder St Jerome in Pentinence van El Greco, Portrait of Robert Thistlethwayte en John Campbell, 4th Duke of Argyll van Thomas Gainsborough, Dutch family group van Jacob Gerritsz. Cuyp en werken van François Boucher.

## Beheer
Duff House wordt beheerd door Historic Scotland in samenwerking met de National Galleries of Scotland.